# DTIM
DTIM è l'acronimo di Delivery Traffic Indication Message.
Un DTIM è un tipo di messaggio di indicazione del traffico atto ad informare i client della presenza di dati multicast/broadcast e/o memorizzati nel buffer dell'Access Point. Tale messaggio viene generato dopo ogni periodo DTIM specificato nel beacon, cioè nei pacchetti inviati dall'Access Point per la sincronizzazione della rete wireless. I normali messaggi di indicazione del traffico (Traffic Indication Message, (TIM)) che sono presenti in ogni beacon servono a segnalare la presenza di dati unicast bufferizzati. Successivamente ad un DTIM, l'Access Point invierà i dati multicast/broadcast sul canale in accordo alle normali regole di accesso al mezzo (CSMA/CA). 